# Zanaga
Zanaga är ett distrikt i Kongo-Brazzaville. Det ligger i departementet Lékoumou, i den sydvästra delen av landet, 230 km nordväst om huvudstaden Brazzaville.